# Colonia del Valle, Puebla
Colonia del Valle är en ort i Mexiko.   Den ligger i kommunen Hueytamalco och delstaten Puebla, i den sydöstra delen av landet, 200 km öster om huvudstaden Mexico City. Colonia del Valle ligger 499 meter över havet och antalet invånare är 125.
Terrängen runt Colonia del Valle är huvudsakligen kuperad, men den allra närmaste omgivningen är platt. Terrängen runt Colonia del Valle sluttar norrut. Runt Colonia del Valle är det ganska tätbefolkat, med 134 invånare per kvadratkilometer. Närmaste större samhälle är Tlapacoyan, 16,5 km sydost om Colonia del Valle. I omgivningarna runt Colonia del Valle växer i huvudsak städsegrön lövskog.